# هربرت ليبرمان
هربرت ليبرمان (بالإنجليزية: Herbert Lieberman)‏ (22 سبتمبر 1933، نيو روتشيل في الولايات المتحدة)؛ روائي أمريكي.

## روابط خارجية
- هربرت ليبرمان على موقع IMDb (الإنجليزية)
- هربرت ليبرمان على موقع قاعدة بيانات الفيلم (الإنجليزية)